# توقيت مالطا
يتبع توقيت مالطا توقيت وسط أوروبا (CET), والذي يسبق التوقيت العالمي بساعة واحدة (UTC). تطبق مالطا التوقيت الصيفي من آخر يوم أحد في آذار حتى آخر يوم أحد في تشرين الأول. Europe/Malta هي قاعدة بيانات IANA الوحيدة للمنطقة الزمنية لمالطا.